# Ludwik Mora Korytowski

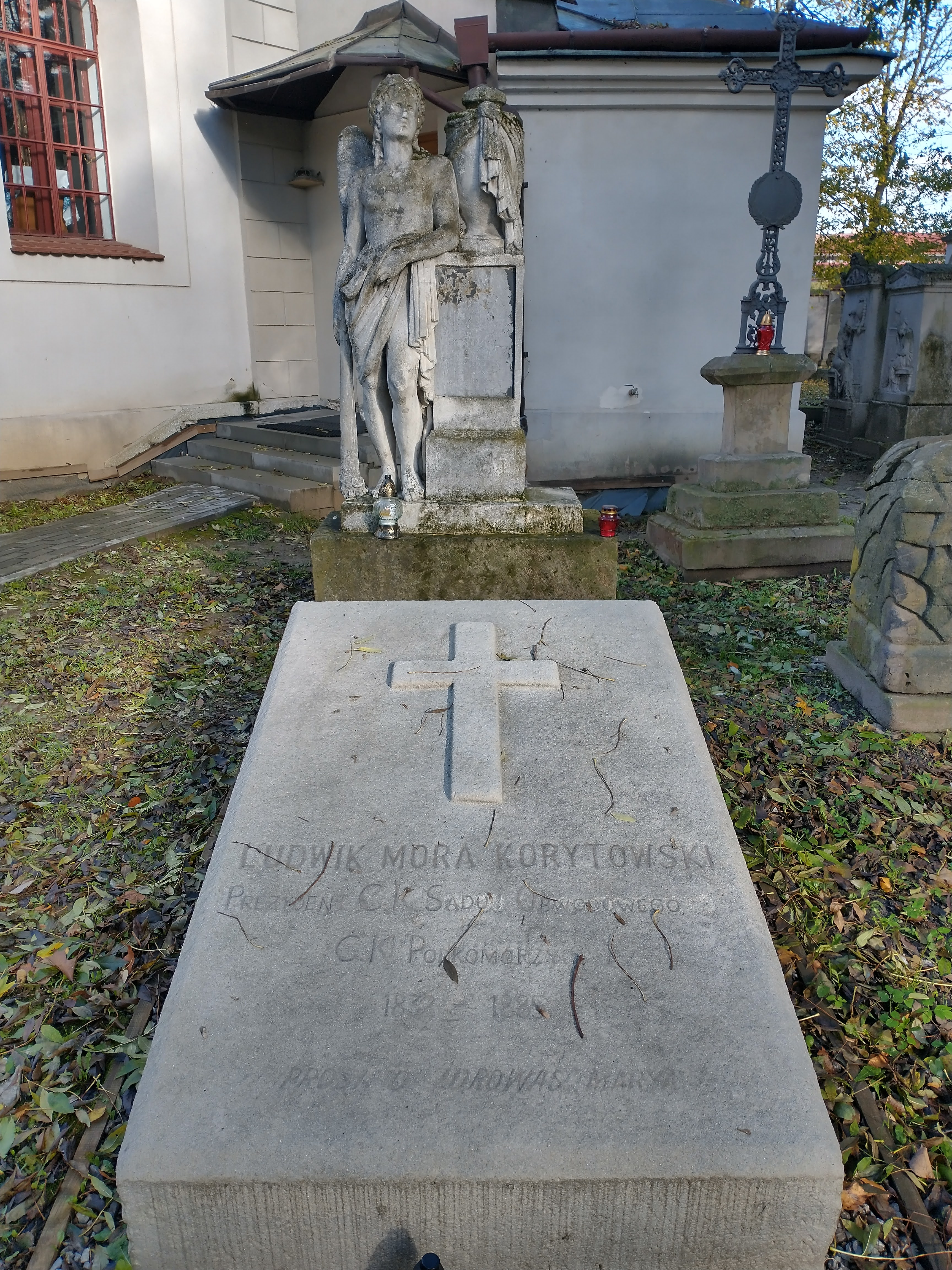
Nagrobek na Starym Cmentarzu w Rzeszowie

Ludwik Mora Korytowski (ur. 20 sierpnia 1832 r. w Krakowie, zm. 8 października 1885 w Rzeszowie) – polski prawnik i sędzia działający w zaborze austriackim.

## Życiorys
Pochodził z rodziny o tradycjach prawniczych (jego ojciec, Leon Jan Kanty Korytowski, pracował jako krakowski sędzia apelacyjny). Maturę zdał w Krakowie, gdzie również skończył studia prawnicze. W 1853 odbywał praktykę sądową, natomiast w 1855 (po galicyjskiej reformie organizacyjnej wymiaru sprawiedliwości) został auskultantem (niższym pracownikiem sądowym) w krakowskim Sądzie Krajowym. Następnie pozostawał aktuariuszem w urzędzie powiatowym w Dąbrowie Tarnowskiej, adiunktem sądowym w Krakowie oraz pracownikiem w urzędu powiatowego w Wojniczu. W 1868 zaczął pracę sędziego w Dąbrowie Tarnowskiej i doszedł do stanowiska naczelnika tutejszego sądu powiatowego. W 1874 nominowano go radcą sądowym przy trybunale w Tarnowie, a potem został podkomorzym i cesarsko-królewskim szambelanem w krakowskim Sądzie Krajowym. W grudniu 1884 uzyskał nominację na prezydenta Sądu Obwodowego w Rzeszowie, jednak wkrótce zachorował nieuleczalnie (zastąpił go Andrzej Lubaszek).
Pochowano go na rzeszowskim Starym Cmentarzu.
Za zasługi dla Dąbrowy Tarnowskiej został honorowym obywatelem tego miasta.